# Far on the water
far on the water – piąty album studyjny zespołu Kalafina, wydany 16 września 2015 roku. Został wydany w trzech wersjach: regularnej i dwóch limitowanych (DVD i Blu-ray Disc). 30 września ukazała się analogowa wersja albumu. Album osiągnął 2 pozycję w rankingu Oricon i pozostał na liście przez 12 tygodni, sprzedano 46 405 egzemplarzy.

## Lista utworów
Wszystkie utwory zostały skomponowane i napisane przez Yuki Kajiurę.
| CD (SECL-1767)                             |                                                 |      |
| Nr                                         | Tytuł                                           | Czas |
| 1.                                         | "into the water"                                |      |
| 2.                                         | "monochrome"                                    |      |
| 3.                                         | "Gogatsu no mahō" (jap. 五月の魔法)             |      |
| 4.                                         | "ring your bell"                                |      |
| 5.                                         | "Usumurasaki" (jap. うすむらさき)               |      |
| 6.                                         | "identify"                                      |      |
| 7.                                         | "Hokage" (jap. 灯影)                            |      |
| 8.                                         | "One Light"                                     |      |
| 9.                                         | "Musunde hiraku" (jap. むすんでひらく)          |      |
| 10.                                        | "heavenly blue"                                 |      |
| 11.                                        | "Sorairo no isu" (jap. 空色の椅子)              |      |
| 12.                                        | "believe"                                       |      |
| 13.                                        | "far on the water"                              |      |
| DVD (SECL-1763) / Blu-ray Disc (SECL-1765) |                                                 |      |
| Nr                                         | Tytuł                                           | Czas |
| 1.                                         | "heavenly blue" (Music Video)                   |      |
| 2.                                         | "far on the water" (Music Video)                |      |
| 3.                                         | "ring your bell" (2015.2.28 at Nippon Budōkan)  |      |
| 4.                                         | "far on the water" (2015.3.1 at Nippon Budōkan) |      |

## Notowania
| Lista                       | Pozycja |
| --------------------------- | ------- |
| Oricon Daily Albums Chart   | 2       |
| Oricon Weekly Albums Chart  | 2       |
| Oricon Monthly Albums Chart | 8       |